# Königsstuhl
Königsstuhl (svenska: Kungsstolen) är en 118 meter hög kalkstensformation i nationalparken Jasmund på den tyska ön Rügen. Den är belägen 7 km norr om Sassnitz och 4 km sydost om Lohme. Längs en cirka 11 km lång vandringsled ovanför de höga klipporna som leder från Sassnitz till Lohme eller från parkeringsplats i Hagen (3 km bort) (en del av kommunen Lohme) nås besökscentrumet Nationalpark-Zentrum. Königsstuhl har årligen cirka 300 000 besökare som kommer för att njuta av utsikten över Östersjön och kritklipporna.